# AN/APG-81

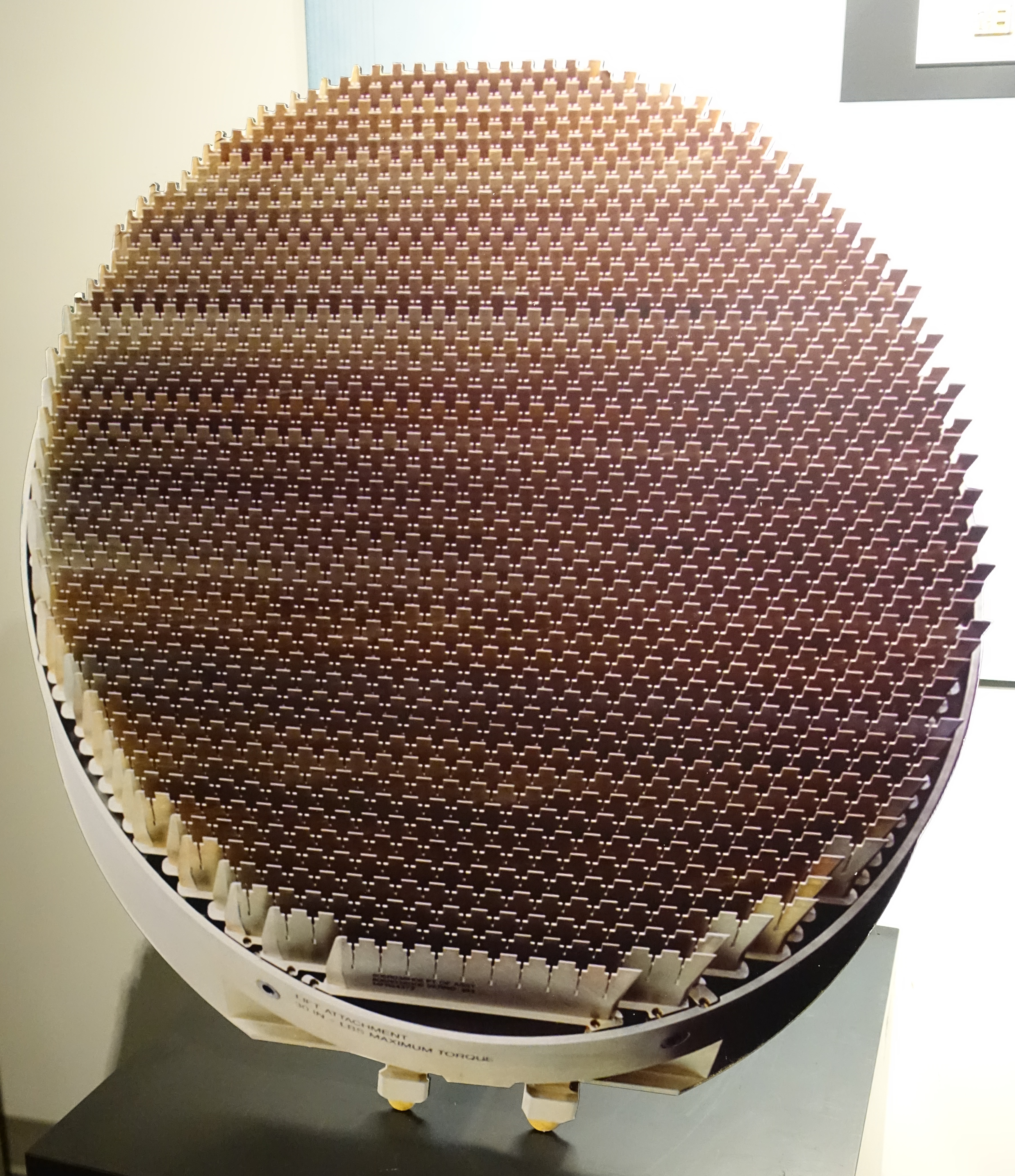
De radar bestaat uit 1676 transceiver modules.

De AN/APG-81 (Army-Navy / Aircraft, automatic transmitting and receiving, aircraft transmitting) is een active electronically scanned array (AESA)-radar zonder bewegende delen van Northrop Grumman voor de F-35 Lightning II.
Het is de opvolger van de AN/APG-77 op de F-22 Raptor en hij wordt vanaf 2025 zelf opgevolgd door de AN/APG-85. Er zijn er 3000 van besteld tegen 2035 voor de F-35 Lightning II en als upgrade voor andere vliegtuigen. In 2022 waren er al 1000 geleverd. De AN-APG-81 is een synthetische-apertuurradar die 150 km ver kijkt en bestaat uit 1676 solid state zend- en ontvangstmodules elk ter grootte van een tandenstoker. De radar wordt ook ingezet voor elektronische oorlogvoering: met zijn radarbundel kan een vijandelijke sensor worden overbelast. De radar is goed bestand tegen stoorzenders.
In lucht-luchtmodus detecteert en volgt de AN/APG-81 doelwitten als vliegtuigen, helikopters, raketten, kruisvluchtwapens en onbemande luchtvaartuigen. Hij kan tegelijk heel het luchtruim afzoeken en welbepaalde doelwitten volgen, dit wordt track-while-scan genoemd. Hij dient ook voor vuurleiding en radiocommunicatie op ultra-high frequency.
In lucht-grondmodus biedt hij met synthetische-apertuurradar beelden van doelwitten als voertuigen en installaties en hij is ook bruikbaar bij opsporing en redding en verkenning.